# Trompe-l’œil

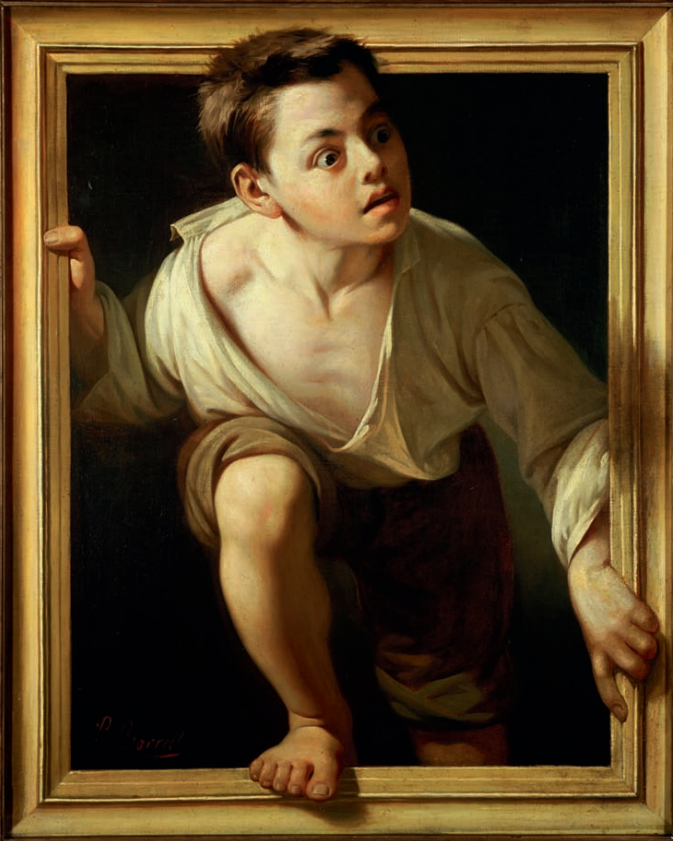
Pere Borrell del Caso: Menekülés a kritika elől (1874)

A trompe-l’œil (francia kifejezés, ejtsd: [tromplöj], szó szerint: a szemet becsapó) festőművészetnek nevezzük, ha a művész megtévesztő, lehetetlen módon mutatja be a valóságot. A trompe-l’œil alapjában véve nem más, mint egy olyan – általában lekicsinyített –  ábrázolási forma, ami a szem, a látás félrevezetésére törekszik. Ezen belül különbséget kell tenni az illuzionista festészet trompe-l’œil hatása és maguk a trompe-l’œil-képek között is.
A realizmus mindig valósághű ábrázolásra törekszik, ami végül is a szem megtévesztésén alapszik, de nem kiindulópontja és célja ennek bemutatása, hanem az ábrázolandó téma tartalmának felismerhetőségét és hihetőségét szolgálja. Egy trompe-l’œil-képen ezzel szemben a tartalom ábrázolása készakarva úgy van kigondolva, hogy a szemet megtévessze.
A festészetben e stílustól függetlenül is található trompe-l’œil-hatás elsődlegesen a festőművész tudásának bebizonyítására, vagy a szemlélő meghökkentésére szolgál. A művészettörténet tulajdonképpen az ilyen megtévesztési kísérletek láncolata.

## Története

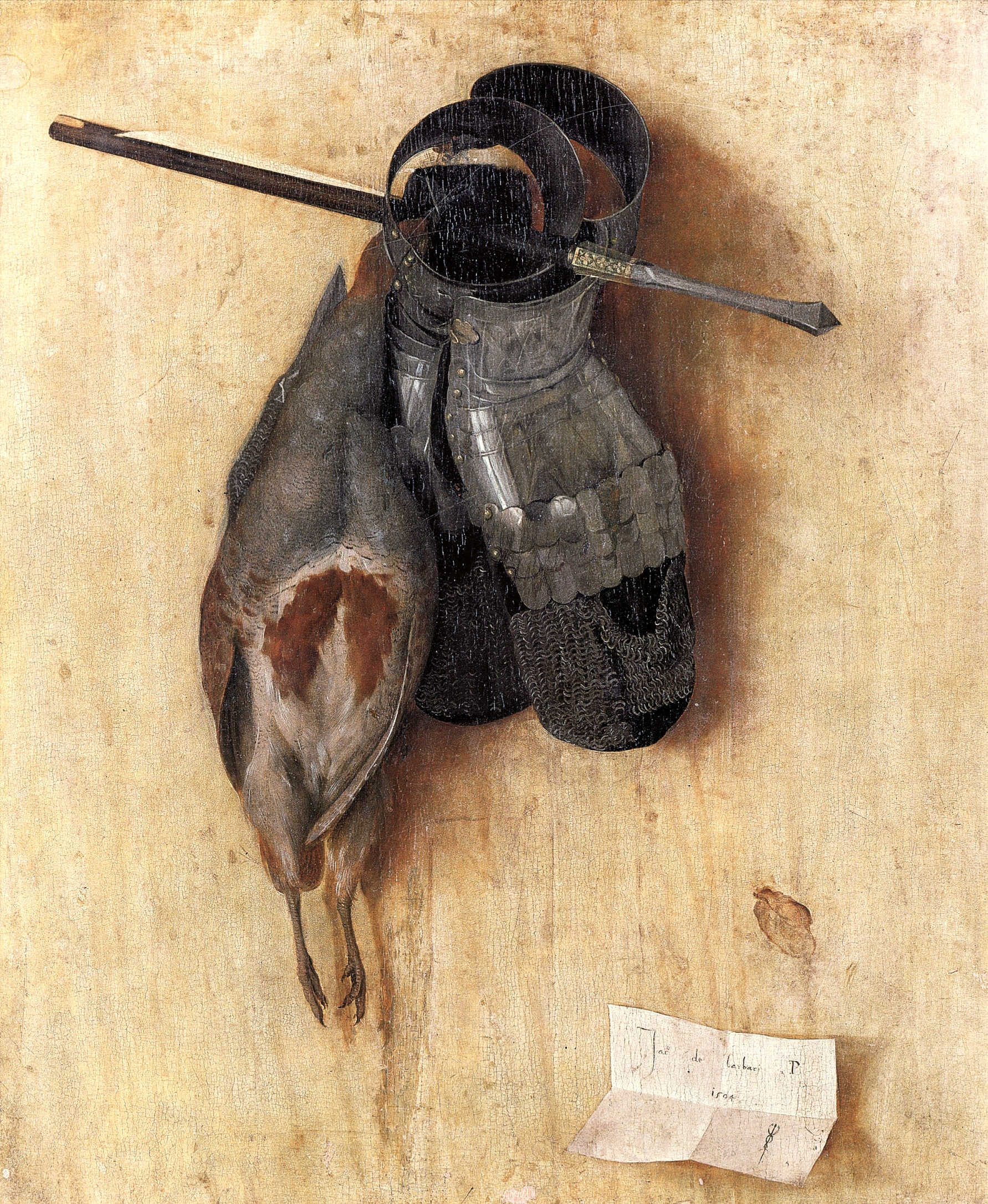
Jacopo de' Barbari, 1504

Az antik írók legendává vált történetei, melyek szerint a madarak megcsipkedik a festett szőlőt, végérvényes bizonyítékai Zeuxis vagy Apelles tehetségének, de keveset mondanak el a trompe-l’œil szerepéről az antik festészetben, holott e stílust már akkor kedvelték a falfestészet művészei, hogy megnöveljék vagy felosszák a térhatást. Az illuzionista látszatépítészet már a kezdetek óta fontos témája volt az újkori festészetnek is (Giotto, Arena kápolna Padovában) és emellett hajtókereke a perspektíva tökéletesítésének, amit szinte már a trompe-l’œil tudományos szerkezeteként lehetne definiálni.
Paolo Uccello John Hawkwoo álló lovasa perspektívájával, illuzionista és trompe-l’œil-hatásával megalapozta a realista festőművészet kialakulását, amely végül is Antonio da Correggio kupolájában, Caravaggio fényhatásaiban és a barokk korszak illúziókeltő falfestményeiben teljesedett ki. A perspektíva meggyőző erejével függ össze, hogy a trompe-l’œil-hatás először a látszatépítészetben és a falfestészetben jelentkezett. Federico da Montefeltro szekrényeket festetett dolgozószobájának falára, némelyiket nyitott ajtóval, amelyen keresztül olyan tárgyak láthatók, amiket szenvedélyes gyűjtőjük a valóságban máshol tárolt. E stílus egyik legrégebbi példája a 16. századból származó „őrültek lépcsője” a landshuti kastélyban, amelynek falán egy látszólagos ajtón különféle figurák rontanak ki.
A táblafestészetben a tudósok és írók portréin látható írópultok, szekrények, polcok valószerűségében már a kezdeteknél megjelenik a trompe-l’œil hatása. Később a 15. századi holland és olasz festőművészek az építészetből kiindulva, a perspektíva és látószög csalásával megnövelik képeik dimenzióját, máskor pedig csak a kép kisebb, nem feltűnő részleteire (ékszerek, edények, ételek, fekvő tárgyak) koncentrálják ezt a hatást. Ez volt a trompe-l’œil egyéni stílusának valódi kezdete.

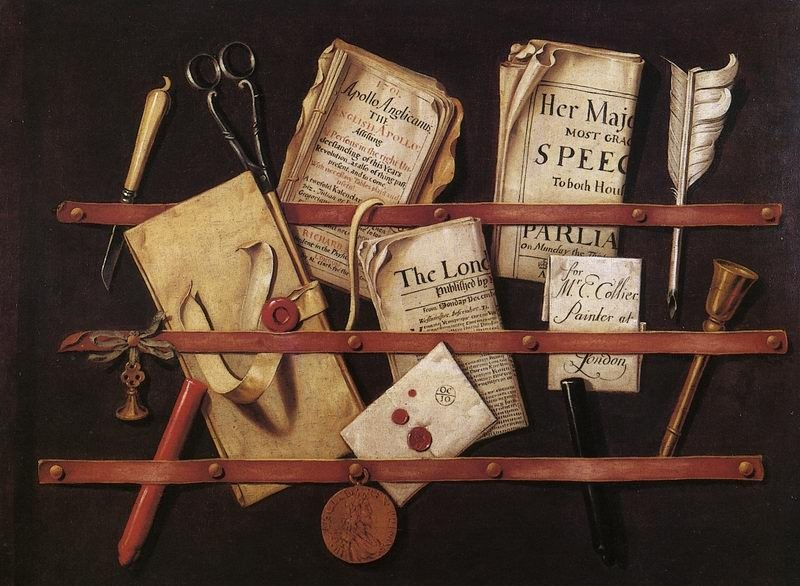
Edward Collier, 1699 körül

A trompe-l’œil szemmegtévesztő hatása három előfeltételhez van kötve. Egyike a közismert dolgok lényegének alkalmazása. Ezen túl egy egyértelműen körülhatárolható térhelyzet, amely a szemlélő helyváltoztatásával sem változik, és a központi látószög biztosított. Így ideális körülmények között, egy megadott távolságból történő szemlélésnél egy majdhogynem térbeli geometriai hatás keletkezhet. Végül pedig egy, az előzőhöz hasonló, egyértelmű megvilágítási irány és „fényperspektíva”. Az első feltétel fokozható közismert rendellenességek megjelenítésével, mint például egy szúrágta lyuk a fán, egy varasodás az almán, eltört üvegdarabok vagy értéktelen, sőt abszurd tárgyak – vagyis mindaz, ami egy művészi alkotásnál felesleges erőfeszítésnek tűnhet, és nem számítunk ezek bemutatására.
A trompe-l’œil-festészet eleinte valóban leredukálódott eme szélső előfeltételekre, és ily módon érte el fénykorát. Története kezdetén még csak egyetlen festészeti műfajra támaszkodott, mely éppúgy a „nagy” festészetben megjelenített tárgyak sorából merít, és ami az említett előfeltételekhez a leginkább kapcsolódik, a csendéletre. Ez a műfaj a 16. században a trompe-l’œil-stílus hordozójává vált. Már az első önálló csendéletet, Jacopo de’ Barbari 1504-ben festett falát is trükkfestészetnek nevezhetnénk. A képen a vadászcsendélet egy tipikus példája, a felakasztott zsákmány látható, mely a trompe-l’œilben évszázadokon keresztül visszatért. Példa erre a holland Melchior de Hondecoeter, Jacob van der Bilt és a francia Jean-Baptiste Oudry festményei.
A 17–18. századi holland gyümölcs- és virágcsendéleteken is megtaláljuk a trompe-l’œil-hatást. A német barokk festészet idején elsősorban Georg Flegel, Sebastian Stoßkopf és Abraham Mignon képein fedezhető fel ez a stílus.
A 18. századi jellegzetes trompe-l’oeil kialakulásához vezető út azonban a barokk csendélet Vanitas (Memento mori = „emlékezz a halálra”) típusa volt, amelyen a tudósokról és írókról készült portrékra emlékeztető képekhez hasonlóan koponyák, gyertyák, könyvek, íróeszközök, földgömbök és egyéb tárgyak jelentek meg. Ebből az ábrázolási formából fejlődött ki a trompe-l’œil-képek legfontosabb típusa, a „Quodlibet” (latin: tetszés szerint). Ez minden rend és összefüggés nélkül egymás mellé tett, állított, vagy felfüggesztett kacatok, könyvek, újságok, kártyák, borítékok és egyebek egyvelegét mutatja be. Ezt a stílust különösen Angliában kedvelték.
A Quodlibet egyik legelső képviselője a Franciaországban élt holland Wallerant Vaillant volt, majd értékes ilyen munkák kerültek ki Evert Colyer, Michele Bracci és William Michael Harnett keze alól.
A Quodlibet a nyomtatott papír imitációja, ami a megtévesztés eléréséhez a trompe-l’œil-művész tehetségének bemutatását szolgálja. Az ábrázoltak jelentéktelennek, a kompozíció értelmetlennek, gyakran csak viccnek tűnik. Ha azonban a művész bankjegyeket, eltépett meghívókat és más kacatokat a kollázstechnika helyett aprólékos tusrajzban, vagy vízfestményben jelenít meg, felemeli művét az esztétikus valóság szintjére, amellyel ezáltal abszurd módon visszatér a triviális valósághoz. A 20. század művészetében ezt a folyamatot „Environmentnek“ (környezet és körülforgás) nevezik.
Mégis bármely irányból vesszük is szemügyre a folyamatot, vagyis a művészet beilleszkedését a valóságba vagy a valóság bemutatását a művészetben, az eredmény minden kétséget kizáróan a trompe-l’œil továbbfejlesztése, amelyet sem a fotóművészet, sem a kollázstechnika nem tudott kiszorítani, és végül a modern művészet elemévé vált.

## Külső hivatkozások
- Trompe l’œil-múzeum, Franciaország
- Nemzetközi Trompe l’œil-fesztivál, Lodi, Olaszország
- Petrus Christus legye – Részlet Nicolaas Matsier 3D  a festészetben c. könyvéből